# 간성 교정 수술
간성 교정 수술은 간성을 일반인처럼 보이도록 교정해주는 수술이다. 수술의 종류로는 요도밑열림증 교정 수술, 음핵 축소수술, 음경 형성 수술, 질 형성술 등이 있다.
성소수자 인권 단체에서는 이 수술에 대해 부정적이며, 동의 없는 수술을 금지해달라고 요구하고 있다.

## 같이 보기
- 성 지정
- 재생산권
- 간성 인권